# Pauline Ester
Pour les articles homonymes, voir Ester (homonymie).
Pauline Ester, nom de scène de Sabrina Ocon, née le 18 décembre 1963 à Toulouse (Haute-Garonne), est une chanteuse française.

## Biographie
Elle naît en 1963 à Toulouse, fille unique d'un père maçon d'origine andalouse et d'une mère fonctionnaire du Trésor public. À l'université, où elle étudie la littérature espagnole, elle rencontre le guitariste Frédéric Loizeau. Avec lui, elle fait ses débuts sous le nom de « Sabrina O » dans les cabarets toulousains, aux côtés d'artistes comme Jean-Michel Navarre, Chris Coulomb, Vladimir Max, etc.
Elle quitte Toulouse pour Paris afin d'y faire carrière et suit, sur l'autoroute, un camion transportant du polyester, ce qui lui donne l'idée du pseudonyme « Pauline Ester ».
Son premier album, Le monde est fou, disque d'or, lui vaut les faveurs du public au tout début des années 1990 grâce aux chansons Le monde est fou, Oui, je l'adore (classée au Top 50), Il fait chaud ou encore Une fenêtre ouverte (également classée dans le Top 50). Les paroles sont quelquefois caustiques, comme dans la chanson Le monde est fou, sortie au moment de la guerre du Golfe et interdite d'antenne par la censure : « Le monde est fou voyez-vous ! / J'ai envoyé du pain pour sauver les enfants / Qui meurent de faim dans le petit écran / Quelle surprise en voyant qu'un militaire / S'envoyait tout cru mon sandwich au gruyère / Car voyez-vous, notre pays est amoureux de ces bébés / Il leur envoie des caisses entières de balles de revolver ».
Après un second album, De l'autre côté, Pauline Ester se retire de la scène médiatique avant d'effectuer un retour en 2006 avec une compilation et trois titres inédits.
En 2007, elle coécrit les chansons du film New Délire, qu'elle interprète en compagnie de Pascal Légitimus et de Mathilda May.
En 2008, son tube Oui, je l'adore est adapté pour la campagne publicitaire de la société d'assurance Groupama.
En 2010, Pauline Ester retrouve son complice des débuts, Fred Loizeau, coauteur des succès de son premier album. Ces retrouvailles les poussent à commencer une nouvelle tournée en duo acoustique.
D'octobre 2014 à juillet 2015, elle participe à la tournée Stars 80 L'Origine (même si son succès date du début des années 1990), avec quinze autres artistes tels que Lio, Sabrina, Émile et Images, Julie Pietri, Cookie Dingler, François Feldman, Jean-Pierre Mader, Les Avions, etc..

## Vie privée
De 1996 à 2003, elle est la compagne de Pascal Légitimus.

## Discographie

### Albums
- 1990 : Le monde est fou
- 1992 : De l'autre côté[5]
- 2006 : Best Of

### Singles
- 1989 : Il fait chaud
- 1989 : Oui, je l'adore[7]
- 1990 : Le monde est fou
- 1991 : Une fenêtre ouverte
- 1992 : Peace & Love
- 1993 : Les Hommes à genoux
- 1993 : Sur ton répondeur
- 2006 : Y a de l'amour partout

## Publicité et cinéma
- une publicité de Groupama a utilisé la chanson Oui je l'adore
- en 2001, le film C'est la vie, de Jean-Pierre Améris, a également utilise Oui je l'adore[8]